# إلميناو
إلميناو (بالألمانية: Ilmenau)هي مدينة ألمانية في ولاية تورينغن المستقلة. تقع المدينة علي بعد 33 كيلومتر جنوب غرب عاصمة الولاية إرفورت. تعتبر مدينة إلميناو هي أكبر مدينة في المقاطعة الإلم والحادي عشر ولاية في تورينغن

## التسمية
يشتق اسم مدينة إلميناو من كلمتين Ilmen أو Ulmen و Au المشتقة من كلمة ألمانية Flussaue أو (Au(e، وتعني بالعربية سهل فيضي. يعود أصل تسمية المدينة بهذا الاسم لكون مدينة إلميناو في السابق منطقة حوض فيضي وإنتشرت بتلك المنطقة نبتة الدردار.ولهذا السبب تعتبر أوراق نبتة الدردار جزء من شعار مدينة إلميناو.

## الجغرافيا
تقع مدينة إلميناو علي ارتفاع حوالي 500 متر عن سطح البحر إلي الشمال من غابه تورينغن.

## معرض صور

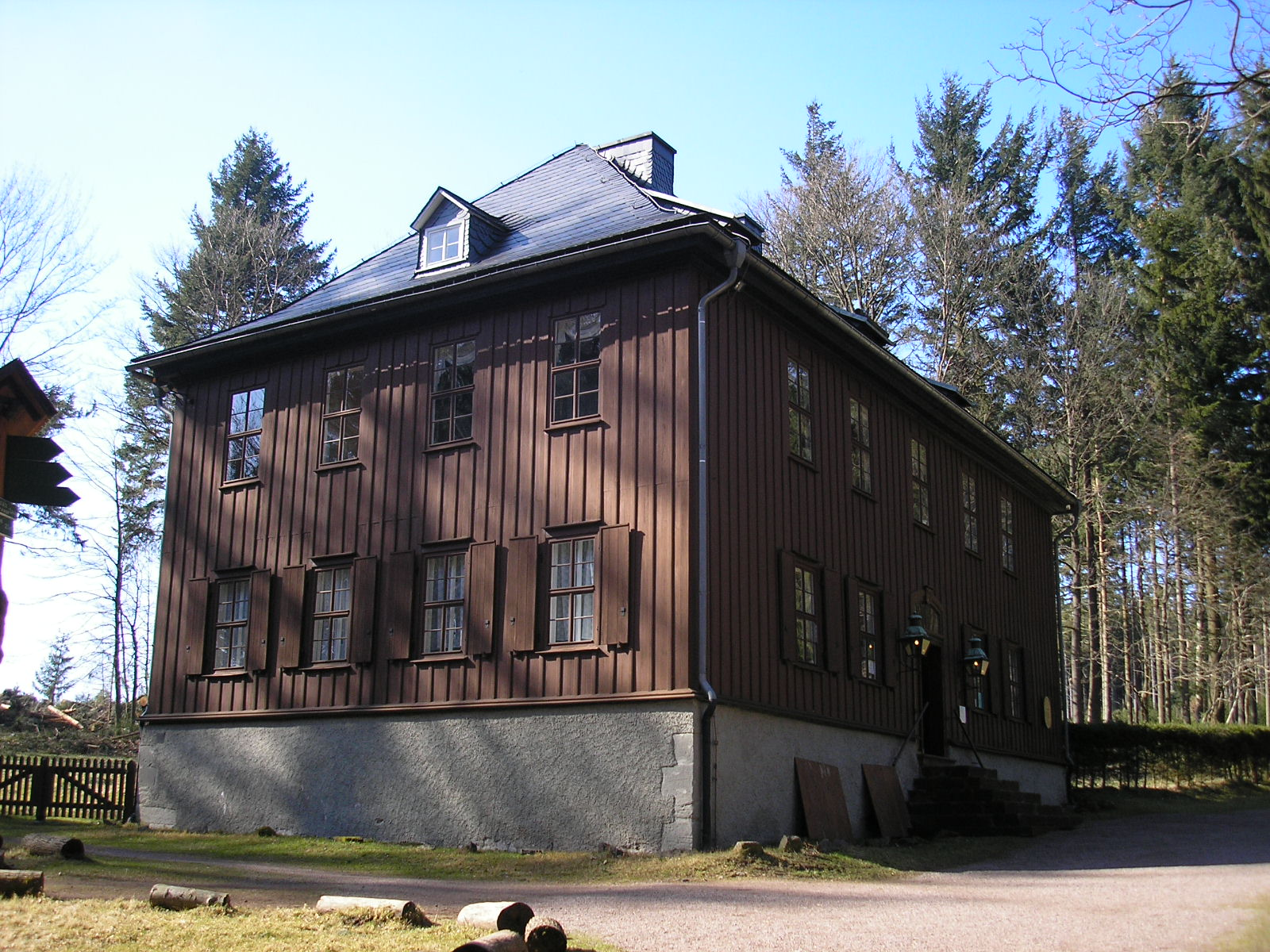
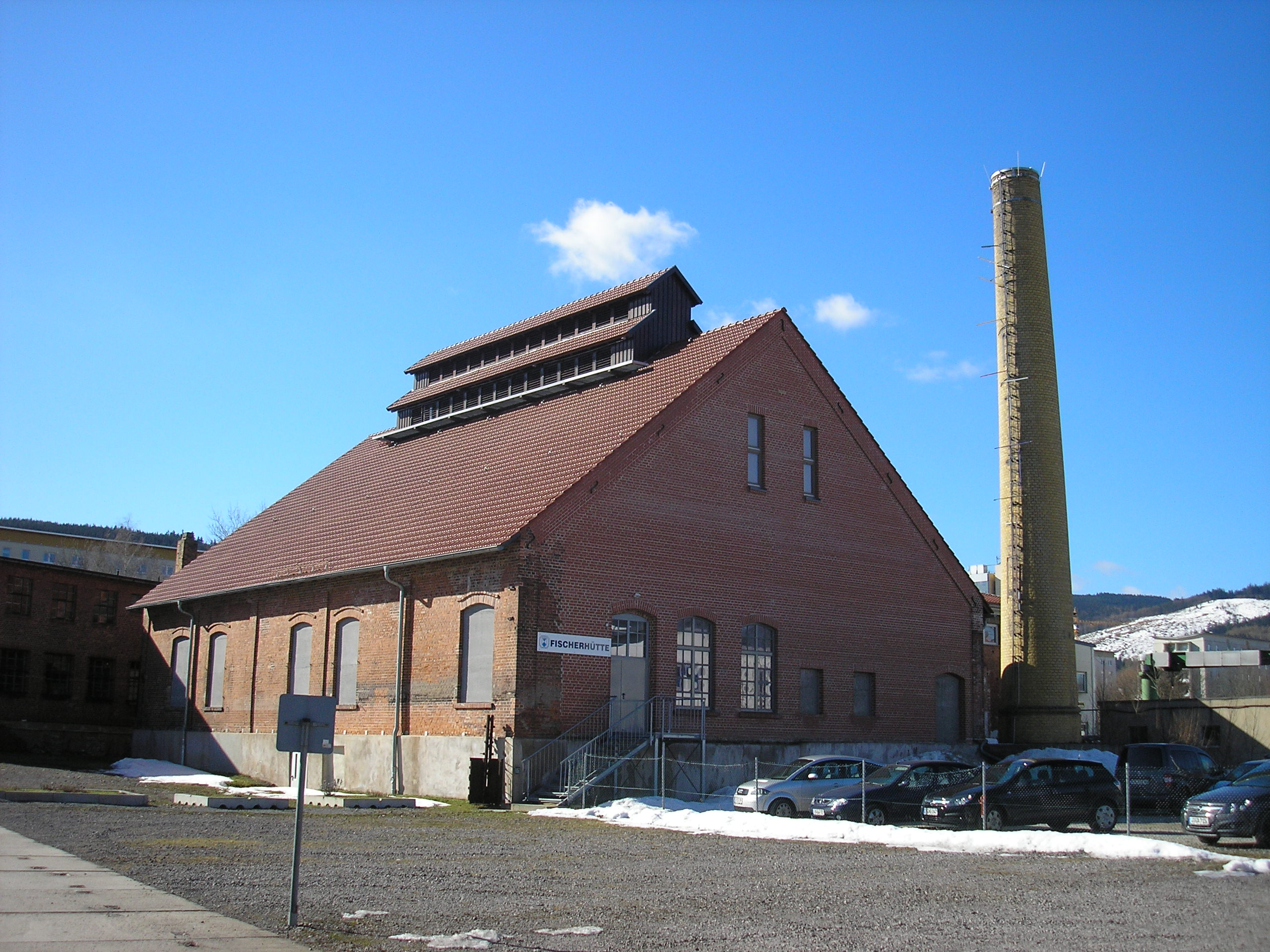
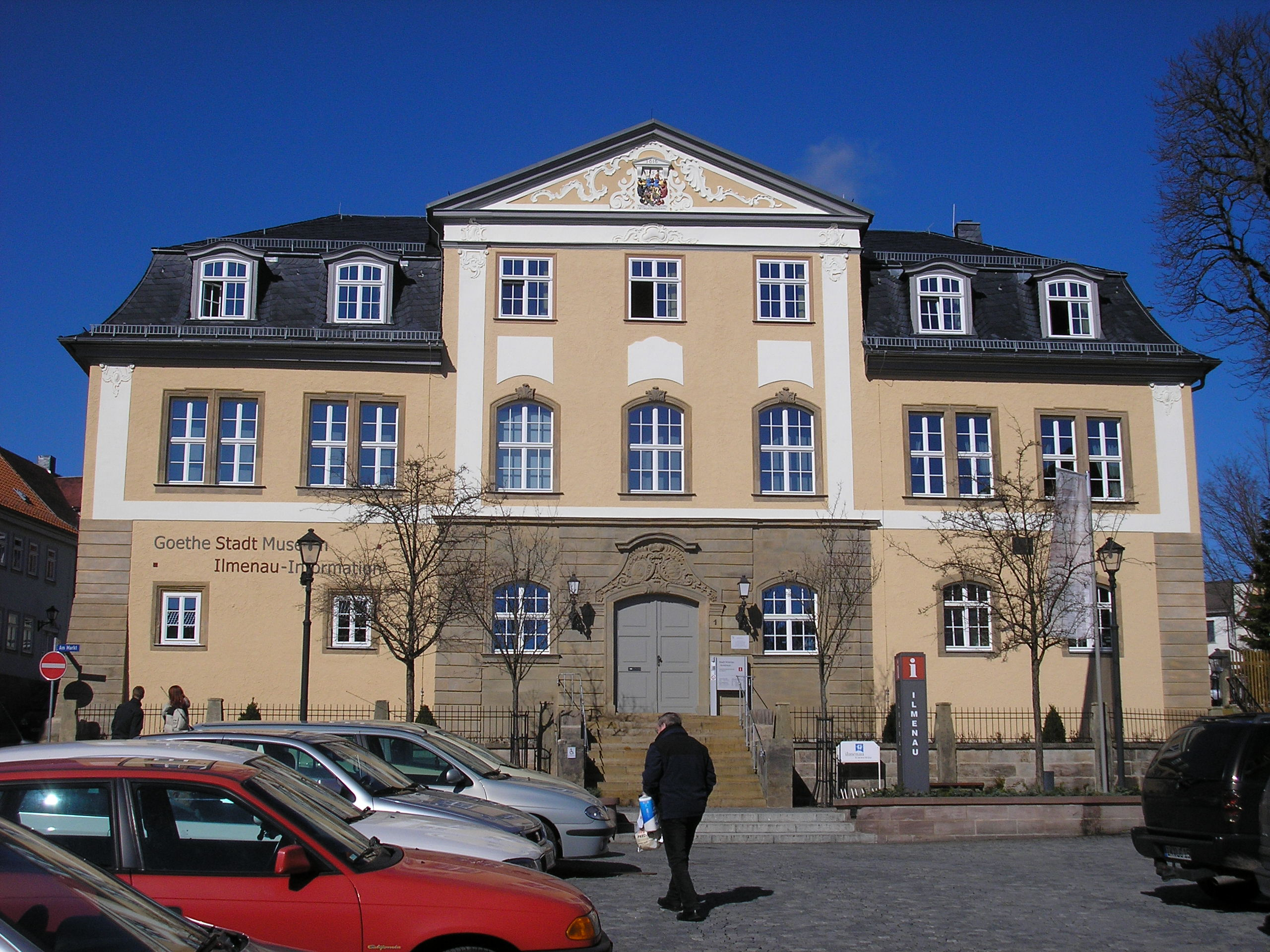

## توأمة
لإلميناو اتفاقيات توأمة مع كل من:
- هومبورغ
- فتسلار
- تارغو موريش
- بلو أش

## أعلام
- أندريا هينكل
- فريتز راينهارد
- أدولف بيلتز
- أندريه لانج
- رولف هانسن